# Maxim-Tokarev
La Maxim-Tokarev fue la primera ametralladora ligera soviética que entró en servicio. Estaba basada en la Maxim M1910.

## Historia
Durante la Primera Guerra Mundial y la Guerra Civil Rusa, el Ejército Imperial Ruso y el Ejército Rojo respectivamente, estuvieron equipados con ametralladoras ligeras de fabricación extranjera, principalmente la Lewis, la Chauchat y la Hotchkiss M1909. Hacia la década de 1920, estas ametralladoras empezaban a ser obsoletas y debido al aislamiento diplomático internacional de la Unión Soviética, era difícil obtener municiones y piezas de repuesto. 
Por lo tanto, en 1923 se inició un programa de emergencia para equipar al Ejército Rojo con una ametralladora ligera que emplease el cartucho 7,62 x 54 R.
El primer diseño enviado al concurso fue la Maxim-Kolesnikov, seguido al poco tiempo por la Maxim-Tokarev. Durante las pruebas de campo llevadas a cabo a comienzos de 1925, el modelo de Tokarev demostró ser superior y fue adoptado el 26 de mayo de aquel año.
De las 2.500 ametralladoras Maxim-Tokarev producidas por la Fábrica de armas de Tula (TOZ) entre 1926 y 1927,[cita requerida] 1.400 fueron suministradas a China entre 1938 y 1939 en el marco del Programa de ayuda sino-soviético. Las demás fueron vendidas a la Segunda República Española durante la Guerra Civil Española. La Maxim-Tokarev fue reemplazada en servicio soviético por la más ligera DP.

## Descripción
Un análisis del Ejército de los Estados Unidos menciona que "sin duda Tokarev se inspiró tanto de la Parabellum alemana y la Vickers británica. La disposición del gatillo y la culata se parece demasiado al diagrama de la Patente de los Estados Unidos No. 942167, que fue otorgado en 1909 a Dawson y Buckham, representantes de Vickers".
Se descartó la camisa de enfriamiento por agua de la Maxim M1910 y fue reemplazada por una delgada camisa de acero perforado. El cañón fue acortado y aligerado de 2,1 kg a 1,7 kg. Se instaló un mecanismo para cambiar el cañón en combate. Las agarraderas tipo "mango de pala" fueron reemplazadas por una culata similar a la de un fusil, mientras que el gatillo tipo botón fue reemplazado por uno convencional. Se acopló a la camisa del cañón un bípode plegable con patas tubulares.
El mecanismo de alimentación mediante cintas de lona era el mismo de la Maxim M1910, excepto que la capacidad estándar de la cinta fue reducida a 100 cartuchos. Las cintas de 100 cartuchos usualmente eran transportadas en tambores portacinta, inspirados en los de la MG08/15. El ánima del cañón tenía cuatro estrías dextrógiras con una tasa de rotación de 240 mm.

## Usuarios
- Unión Soviética
- China[8]
- Corea del Norte[8]
- España[9]
- República de China[10]